# Finelettrica
Società Finanziaria Elettrica Nazionale - Finelettrica S.p.A. era la società finanziaria statale per il settore dell'energia elettrica. Era controllata dall'IRI.

## Storia
Nasce nel 4 aprile 1952 con lo scopo di raggruppare tutte le aziende italiane che operavano nel settore della produzione e della distribuzione di energia elettrica ed eredita dall'IRI partecipazioni in SIP, SME, Acciaierie di Terni e Trentina. Negli anni sessanta costruisce la centrale nucleare del Garigliano attraverso Società Elettronucleare Nazionale. Nel 1962, in seguito alla nazionalizzazione dell'energia elettrica, viene fusa per incorporazione nella nascente Enel.
| Controllo di autorità | VIAF (EN) 151895570 · GND (DE) 380958-4 |